# Мушина
Мушина (пол. Muszyna) — курортне місто в південній Польщі, у долині річки Попрад, у західних Бескидах. Належить до ґміни Мушина Новосондецького повіту Малопольського воєводства.

## Історія
Мушина з XVII століття поступово латинізувалася після будівництва у 1686 році костелу з матеріалу насильно розібраної церкви в Тиличі.
Перша згадка про поселення, яке існувало місці Мушини, на торговому шляху до Угорщини, датується 1209 роком. У 1356 році польський король Казимир III видав рескрипт про заснування міста на території цього села. Після першого поділу Речі Посполитої 1772 року місто опинилося в межах Габсбурзької імперії, точніше у Королівстві Галіції і Лодомерії.
Станом на 1939 рік у місті мешкало 3320 осіб, з них: 10 українців, 2860 поляків і 450 євреїв.. До 1945 року греко-католики міста належали до парафії Поворазник Мушинського деканату. Українців під час операції «Вісла» депортували на понімецькі землі.

## Відомі люди
- Ольга Петик (до шлюбу Хиляк; псевдонім — Володимир Ольгович; нар. 15 серпня 1922) — письменниця лемківського походження[5].

## Демографія
Демографічна структура станом на 31 березня 2011 року:
|          | Загалом | Допрацездатний вік | Працездатний вік | Постпрацездатний вік |
| -------- | ------- | ------------------ | ---------------- | -------------------- |
| Чоловіки | 2448    | 500                | 1678             | 270                  |
| Жінки    | 2675    | 499                | 1586             | 590                  |
| Разом    | 5123    | 999                | 3264             | 860                  |